# 峰抱楼琴谱
《峰抱楼琴谱》，古琴谱。清代刻本，沈云岚撰辑于道光1825年。

## 琴谱内容介绍
琴谱不分卷，编前有道光五年乙酉八月编者宗弟增序，后道光丙戌春徐光燦序，又五年，沈学善三序。序后为琴谱目录，指法。谱中共计收录《凤求凰》、《关雎》、《春晓吟》、《塞上鴻》、《汉宫秋》等十六曲。